# Hatillo de Loba
Hatillo de Loba là một khu tự quản thuộc tỉnh Bolívar, Colombia. Thủ phủ của khu tự quản Hatillo de Loba đóng tại Hatillo de Loba Khu tự quản Hatillo de Loba có diện tích 196 ki lô mét vuông. Đến thời điểm ngày 28 tháng 5 năm 2005, khu tự quản Hatillo de Loba có dân số người.